# Alkor
Alkor je binarni sustav zvijezda u Velikom medvjedu. To je tamniji pratilac Mizara, dvije zvijezde koje tvore golim okom binarnu zvijezdu u dršci Velikih kola; asterizma u zviježđu Velikog medvjeda. Te su dvije zvijezde međusobno udaljene približno jednu svjetlosnu godinu, a od Zemlje približno 83 svjetlosne i udaljavaju se radijalnom brzinom –6,3 km/s, mjereno astrometrijskim satelitom Hipparcos. Otkriveno je da Alkor ima pratioca Alkor B, crvenog patuljka veličine 8,8, u 2009. godini.      

## Mizar i Alkor
S normalnim vidom, Alkor se pojavljuje na oko 12 lučnih minuta od zvijezde Mizar druge veličine. Alkor je magnitude 3,99 i spektralne klase A5V. 
Vlastito gibanje Mizara i Alkora pokazuje kako se kreću zajedno, kao i većina ostalih zvijezda Velikog medvjeda, osim Dubhea i Alkaida, kao članovi pokretne grupe Velikog medvjeda; uglavnom raspršene skupine zvijezda koje dijele zajedničko rođenje. Međutim, tek treba dokazati da su gravitacijski vezani. Najnovija istraživanja pokazuju da su Alkor i Mizar nešto bliže nego što se prethodno mislilo: otprilike 74.000 ± 39.000 AU ili 0.5–1.5 svjetlosnih godina. Nesigurnost nastaje zbog naše nesigurnosti u vezi s točnim udaljenostima od nas. Ako su na potpuno istoj udaljenosti od nas (pomalo malo vjerojatno), tada je udaljenost između njih samo 17800 AJ.    

## Druga imena
Alkor je u tradicionalnoj indijskoj astronomiji bio poznat kao Arundhati, supruga jednog od Saptarishija.  
Al-Sahja je bio ritmički oblik uobičajenog Suhā / Sohā. Čini se kao ar. الخوّار  al-Khawwar, 'onaj tamni '.
Mizar je Chickadee, a Alkor je njegov lonac za kuhanje u mitu Mi'kmaq indijanaca o velikom medvjedu i sedam lovaca.  

## Vojni imenjaci
USS Alcor (AD-34) i USS Alcor(AK-259) su oba broda američke mornarice. 